# Heinrich Aschenbroich

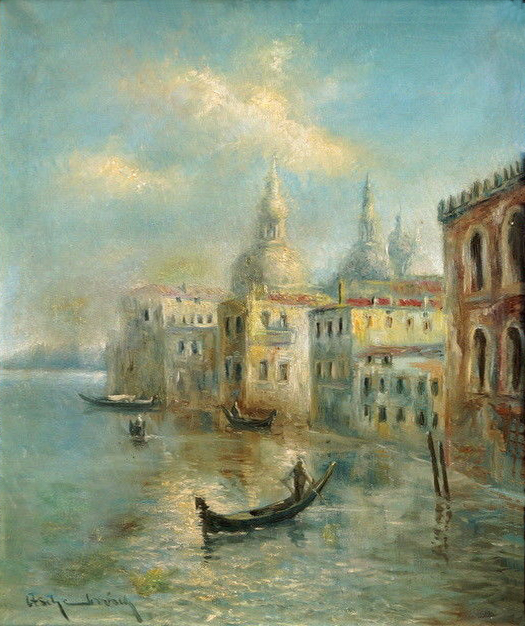
Venedig

Heinrich Aschenbroich (* 18. Dezember 1839 in Volmerswerth bei Düsseldorf; † 26. Dezember 1909 in Düsseldorf) war ein deutscher Maler der Düsseldorfer Malerschule und Gemälderestaurator.
Heinrich Aschenbroich studierte von 1859 bis 1863 an der Königlich Preußischen Kunstakademie Düsseldorf bei Andreas Müller, Heinrich Mücke und Carl Ferdinand Sohn. Nach einem längeren Aufenthalt in Holland studierte er von 1865 bis 1871 erneut an der Düsseldorfer Kunstakademie bei Carl Ferdinand Sohn und in der Meisterklasse von Ernst Deger.
Aschenbroich malte anfangs religiöse Bilder, später Genrebilder und Landschaften. Danach beschäftigte er sich mit der Gemälderestaurierung, so etwa 1883 dem Hochaltar von St. Vincentius in Dinslaken und 1902 den Apostelbildern in der Liebfrauenkirche in Trier. Er war ab 1878 Mitglied des Künstlervereins Malkasten. 